# 마테우시 쿠슈니에레비치
마테우시 안제이 쿠슈니에레비치(폴란드어: Mateusz Andrzej Kusznierewicz, 1975년 4월 29일~)는 폴란드의 요트 선수이다. 올림픽에 5회 출전해 금메달 1개(1996)와 동메달 1개(2004)를 획득했으며, 세계 선수권 대회에서 금메달 4개와 은메달 3개를 획득했다.